# Пурвинский, Ян
Ян Пурви́нский (пол. Jan Purwiński, 19 ноября 1934 год, около города Илуксте, Латвия — 6 апреля 2021, Житомир, Украина) — католический прелат, первый епископ Киевский и Житомирский (16 января 1991 — 15 июня 2011). Заслуженный деятель культуры Польши.

## Биография
Закончил Рижскую Духовную семинарию. 13 апреля 1961 года был рукоположен в священника. 23 апреля 1977 года был назначен настоятелем в приходе в Краславе и Индрице.
16 января 1991 года Римский папа Иоанн Павел II назначил Яна Пурвинского епископом житомирским. 4 мая 1991 года состоялось рукоположение Яна Пурвинского в епископа, которое совершил апостольский делегат в Российской Федерации архиепископ Франческо Коласуонно в сослужении с апостольским администратором Европейской части России Тадеушем Кондрусевичем и вспомогательным епископом Рижской архиепархии Вильгельмсом Нукшсом.
25 ноября 1998 года епархия Житомира была переименована в епархию Киева-Житомира и Ян Пурвинский стал епископом Киевским и Житомирским.
15 июня 2011 года подал в отставку в связи с достижением пенсионного возраста.
1 апреля был госпитализирован с подозрением на коронавирус. Скончался 6 апреля 2021 года в больнице Житомира. Похоронен возле храма Святой Софии в Житомире.

## Награды
- Командор со звездой ордена Заслуг перед Республикой Польша (2016).
- Заслуженный деятель культуры Польши.
- Почётный гражданин Житомира.
- Знак «За заслуги перед городом Житомиром I степени» (2017).